# Bananfluga
Bananfluga (Drosophila melanogaster) är en flugart som ingår i släktet Drosophila och familjen daggflugor (Drosophilidae). Arten beskrevs av Johann Wilhelm Meigen år 1830. Bananflugan definieras ofta som ett mycket vanligt skadedjur som finns över hela världen i närhet till ruttnande frukt eller människans matavfall. Bananflugan är en av de mest använda modellorganismerna inom biologin, den används i dag i mycket stor skala i ett stort antal av olika forskningsfält och har historiskt använts för mycket av den viktigaste och grundläggande forskningen inom genetiken.

## Namn
Namnet Bananfluga kommer av att den ofta påträffas vid frukt. Ibland används även ordet "ättiksflugor" och "fruktflugor". "Fruktflugor" kan dock även beteckna borrflugor (Tephritidae). Helt felaktigt är att kalla dem "blomflugor", vilket är namnet på medlemmar i familjen Syrphidae. 

### Vetenskapligt namn
Det vetenskapliga namnet Drosophila melanogaster är grekiska för "mörkbukad dagg-älskare" (δρόσος = 'dagg', φίλος = 'intim vän', 'älskare', μέλας = 'mörkfärgad', γαστήρ = 'mage').

## Livscykel
Likt övriga tvåvingar genomgår bananflugan en fullständig metamorfos, detta innebär att den utvecklas från ägg, till larv, puppa och till sist når det fullvuxna stadiet som hos insekter kallas imago. Livscykelns längd varierar till en viss grad beroende på omgivningen, och framförallt temperaturen. Nedan följer ungefärliga tidslängder för de olika stadierna vid 22 °C. Vid 18 °C tar utvecklingen ungefär dubbelt så lång tid. Både larverna och de vuxna individerna hittas vid ruttnande frukt, matrester eller liknande, där äter de jäst, mögel och bakterier som växer på det ruttnande materialet, i viss mån får de även näring från det ruttnande materialet i sig självt.

### Ägg

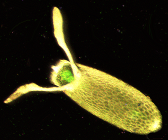
Äggen hos bananflugan är ca 0,5 mm långa.

Äggen hos bananflugan läggs normalt i ruttnande frukt. Äggen är avlånga, vita, möjligtvis något gulaktiga och ca 0,5 mm långa. Utstickande från äggen är två stycken utskott, dessa används för att förse ägget med luft. Detta behövs då äggen ofta är begravda strax under ytan på det substrat som äggen lagts i. Äggen kläcks ungefär en dag efter att de lagts.

### Larv

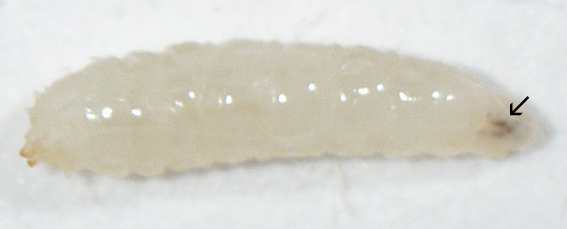
Larv i andra larvstadiet, pilen visar den svarta munnen.

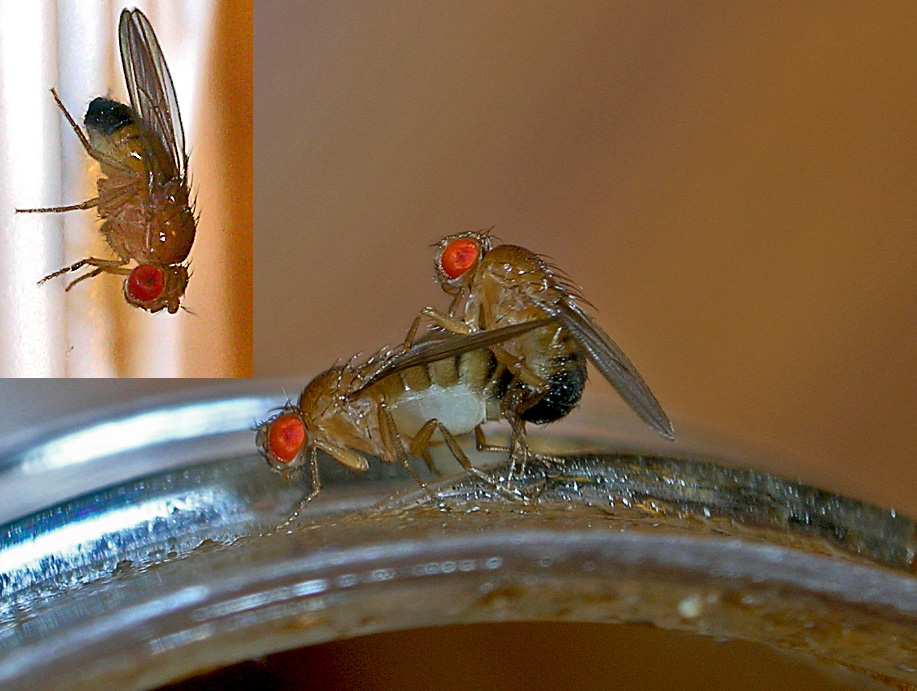
Två vuxna bananflugor som parar sig.

Larvstadiet delas upp i tre olika stadier. Första och andra larvstadierna är ca 1 dag långa. Tredje larvstadiet är ca 2 dagar långt. I slutet av det tredje larvstadiet så kryper larven ofta ut ur maten och försöker hitta en bra plats för att förpuppa sig. Larven är vit, förutom munnen som är svart.

### Puppa
Stadiet som puppa är hos bananflugan ca 4-5 dagar långt.

### Imago
Vuxenstadiet hos insekter, kallat imago, når bananflugan ca 11-12 dagar efter att den lagts som ägg. Honan blir sexuellt mogen efter 8-10 timmar. Livslängden varierar beroende på omgivningen, men är ungefär 30 dagar vid en temperatur av 29 °C. En hona kan lägga ca 100 ägg per dag. Även honor som inte parat sig kan lägga ägg, dessa brukar dock vara få och är sterila eftersom de inte blivit befruktade.

#### Parning
Bananflugan har ett specifikt parningsbeteende som inleds av att hannen positionerar sin kropp rakt bakom honan, om honan rör sig så cirkulerar hannen ofta runt honan. Hannen börjar sedan upprepat nudda och lätt slå på honans bakkropp, samtidigt som detta sker så börjar hannen då och då sticka ut en av sina vingar och rytmiskt vibrera denna vilket skapar en slags parningssång som kan uppfattas av honan. Denna parningssång är art-specifik och gör att bananflugan kan urskilja medlemmar från sin egen art från andra närbesläktade medlemmar av Drosophila. Efter en period på några få sekunder och upp till två minuter från att hannen initierat parningsbeteendet och så sticker hannen ut sin proboscis och slickar på honans könsorgan, direkt följt av att hannen gör ett försök till att bestiga honan. För att bestigningen skall lyckas krävs att hannen böjer bakkroppen och att honan positionerar sin bakkropp och sitt könsorgan på ett specifikt sätt. Om detta inte lyckas så avbryter hannen parningsförsöken en kort stund och börjar sedan om från början av parningsritualen. Till skillnad från många andra tvåvingar så parar sig aldrig bananflugan i luften.

## Utseende

Hona (vänster) och hanne (höger).

Hos vildtypen av den vuxna bananflugan är ögonen tegelröda och kroppen i huvudsak gul-brun, med tvärgående svarta ringar runt buken. Flugorna uppvisar könsdimorfism. Honorna är cirka 2,5 millimeter långa, medan hannarna är något mindre och baksidan av deras kroppar mörkare. Hannarna har dessutom en distinkt svart fläck på bakkroppen, som dock är mindre märkbar hos individer som nyligen kläckts ur puppan. Vidare har hannarna en rad med borstliknande filament på första benparets tarser.

## Utbredning
Bananflugan kommer ursprungligen från Afrika, från regionen nära ekvatorn, men har sedan spridits över nästan hela världen och har idag en global utbredning i miljöer kopplade till dess kommensalism med människan. Arten finns så långt norrut som Tammerfors i Finland och så långt söderut som Tasmanien i Australien. Dess spridning och moderna utbredning är en följd av att den kan föröka sig i olika typer av mänskligt avfall och på domesticerade växtarter. Till Sverige kom arten någon gång efter år 1800.

## Bananflugan som modellorganism
Bananflugan är en av de vetenskapligt allra mest studerade djurarterna och den används som modellorganism inom ett stort antal olika forskningsfält inom biologin.
Anledningarna till att bananflugan används som modellorganism är flera:
- Det är en organism som är mycket enkel och billig att föda och sköta, även i stora antal.[12]
- Bananflugan får ett stort antal avkommor per individ och har en kort generationstid på cirka 20 dagar. Från enstaka individer kan man snabbt öka en population till önskad storlek.[12]
- Bananflugan delar ett stort antal gener med människan, detta innebär att kunskap om dessa geners funktion hos bananflugan är av stor betydelse även för förståelse av människans genetik och för medicinsk forskning.[13]
- Bananflugans kromosomer är enkla att studera, den har endast fyra kromosompar och dessa bildar polytena kromosomer.[12][14]
- Experiment som av etiska eller praktiska skäl inte vore möjliga på människor eller andra djur är i de flesta fall möjliga att göra med bananflugor.
- Historiskt är bananflugan en mycket använd modellorganism. Stor kunskap och förståelse finns om alla delar av bananflugans biologi. Detta betyder att ett stort antal metoder och databaser finns tillgängliga, redo att användas för ny forskning som använder bananflugan.[6]

### Historik
Traditionellt användes bananflugan främst som modellorganism inom genetiken, där den började användas år 1907. Detta började med de experiment som gjordes av Thomas H. Morgan och andra tidiga amerikanska genetiker. Idag används bananflugan som modellorganism i ett stort antal fält utöver genetik, som för studier av exempelvis immunförsvar, nanotoxicitet, mänskliga sjukdomar,  hjärnsjukdomar, multicellulära organismer och patogenicitet.

#### Genetik

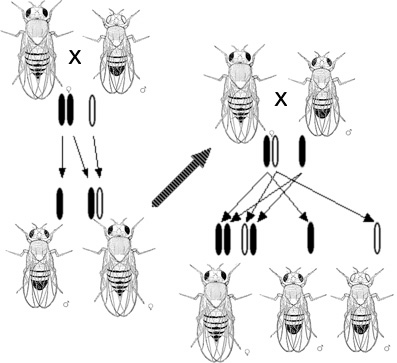
Schematisk bild över hur kromosomen med mutationen som gav vita ögon i Thomas H. Morgans experiment nedärvdes.

Thomas H. Morgans arbete under början av 1900-talet som gjordes med bananflugan gav starka bevis för att det ärftliga material som vi nu vet är DNA fanns i kromosomerna. Eftersom Morgan behövde olika varianter av bananflugan för att kunna studera ärftlighet så korsade han ett stort antal individer med varandra och undersökta avkomman mikroskopiskt i hopp om att hitta en ny variant. Efter att i många månader inte lyckats få några ny varianter så fick han till slut fram en ensam hanne med vita ögon istället för de vanliga tegelröda ögon som vildtypen har, individen hade alltså en mutation som gav dess ögon en annan färg än den vanliga. Morgan korsade sedan sin hanne med vita ögon med honor av vildtyp. Avkomman i första generationen hade bara röda ögon men i andra generationen hade en fjärdedel av individerna vita ögon, ett klassiskt tecken på att de vita ögonen var ett recessivt anlag. Utöver detta så insåg även Morgan att alla individerna med vita ögon var hannar, av detta kunde Morgan lista ut att genen för ögonfärgen måste finnas på en specifik kromosom, och att den i detta fall måste finnas på X-kromosomen men inte på Y-kromosomen. Senare användes andra mutationer hos bananflugan av Morgan för att visa att vissa gener ärvs tillsammans och att detta mönster ibland bryts, vilket sker genom överkorsning.
År 2000 hade i stort sett hela genomet, inklusive alla fyra kromosompar, sekvenserats, vilket är mycket tidigt för denna typ av storskaliga sekvensering.

#### Cellodling
Forskning kring cellodling med celler från bananflugan påbörjades under 1960-talet.

#### Rymdfart
Bananflugan var det första djuret i rymden. Amerikanerna sköt upp bananflugor i V2-raketer år 1946.

### Uppfödning

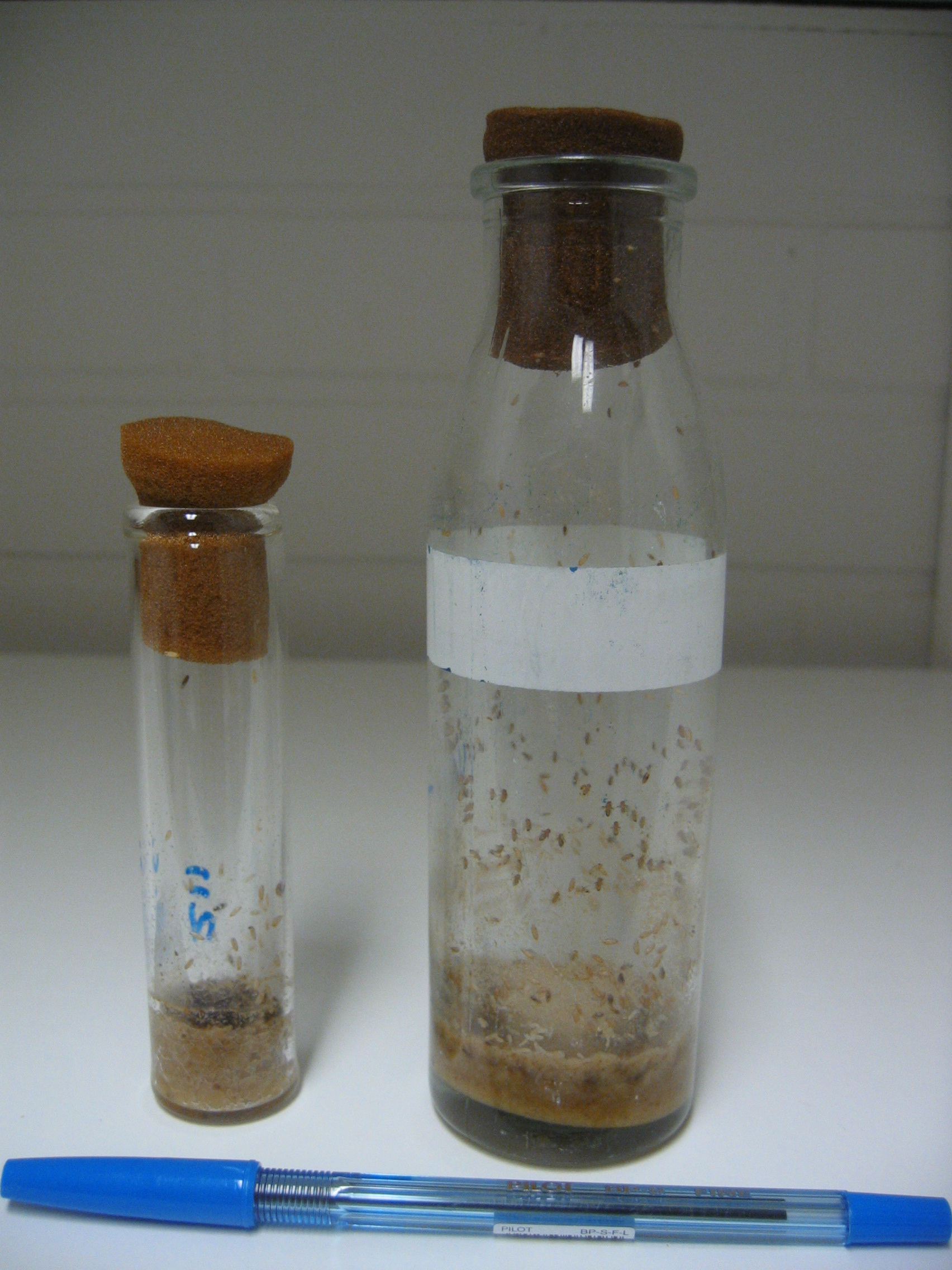
Odlingskulturer av bananfluga

Uppfödning sker normalt i tuber eller flaskor av glas eller plast, dessa brukar kallas odlingskulturer. När bananflugan först började användas av Thomas H. Morgan använde han mjölkflaskor av glas. Bananflugan kan tillfälligt paralyseras med hjälp av eter, koldioxid eller nedkylning.

## Genetik
Bananflugan har fyra kromosompar. Genomet är cirka 165 miljoner baspar långt och innehåller cirka 14000 gener. Mängden DNA i en bananflugecell är 50 gånger mer än mängden i Escherichia coli, en vanlig bakteriell modellorganism, och 30 gånger mindre än hos däggdjur.

### Kromosomer
Bananflugans fyra kromosompar är könskromosomerna X/Y och autosomparen 2, 3 och 4. Kromosom 4 är avsevärt mindre än de andra kromosomerna, 4,2 miljoner baspar långt, och dess kromatin har egenskaper som både liknar de hos eukromatin och heterokromatin.

#### Könskromosomer
Könskromosomernas roll för individens kön hos Drosophila fungerar annorlunda än hos människan. Hos bananflugan bestämmer antalet X-kromosomer könet, medan Y-kromosomen behövs för bildandet av spermier. Individer som har XX, två X-kromosomer, är fertila honor, de med XY är fertila hannar och de som är X0, och bara har en X-kromosom och ingen Y-kromosom, är sterila hannar.

#### Polytena band

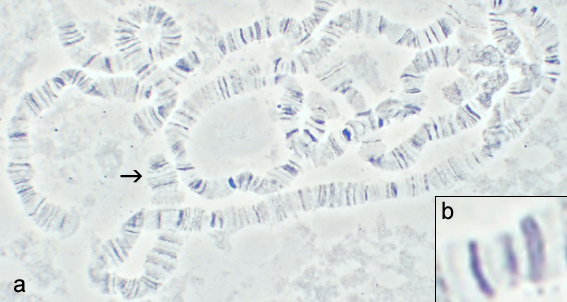
Polytena kromosomer där de polytena banden syns, a visar den större strukturen och b visar en förstoring av området som pilen i a pekar på.

Under larvstadiet när larven växer så bildas polytena kromosomer, detta är kromosomer som replikerats likt de gör under celldelning men fortfarande sitter ihop som en lång kedja. Fullständig celldelning sker inte utan larven behåller samma antal celler samtidigt som den replikerar sitt DNA och sina kromosomer. Dessa polytena kromosomer var mycket användbara för den tidiga genetiska forskningen då dessa är så stora att de kan ses direkt med ett vanligt mikroskop. De polytena kromosomerna har också tydliga band kallade polytenband vilket gör att olika delar av kromosomen kan identifieras och vissa förändringar av kromosomen kan ses direkt i mikroskopet. Band 1-20 är X-kromosomen, band 21-60 kromosom 2, band 61-100 kromosom 3 och band 101-102 kromosom 4. Vardera av dessa band delas upp vidare i bokstavsband A-F vilket sedan vidare uppdelas i 13 delar. Detta gör att en viss position i genomet kan beskrivas, som t.ex. 42C7-9. Ett bokstavsband innehåller i genomsnitt 300 kb DNA och 15-25 gener.

### Gener och mutationer

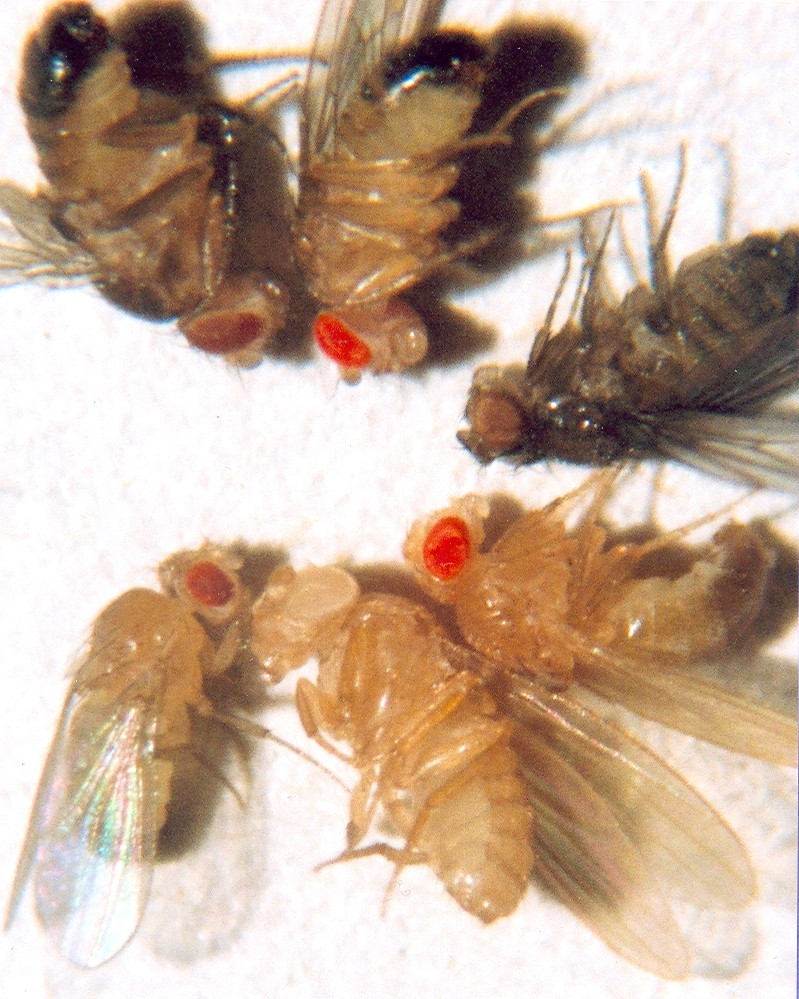
Olika typer av bananfluga, (medurs från översta vänstra hörnet): 1: Bruna ögon med svart kropp. 2: Ögon med färgen "cinnabar". 3: Ögon med färgen "sepia" och kropp med färgen "ebony". 4: Ögon med färgen "vermilion". 5: Vita ögon. 6: Vildtypens röda ögon med gul kropp.

En av de gener som först identifierades i Drosophila är hedgehog (engelska för igelkott). Proteinet hedgehog finns hos däggdjur och är viktig för organutvecklingen, som hjärnans utveckling eller framväxten av ben och armar. När genen muteras hos bananflugan så att den blir icke funktionell får flugembryot taggar, vilket gav den dess namn.
Genen tinman (engelska för plåtman), namngiven efter Plåtmannen i Trollkarlen från Oz, specificerar hjärtats position i embryot, genens funktion är nästan identisk med funktionen hos den mänskliga homologen. Om genen är defekt så utvecklas hjärtat inte, därvid likheten med Plåtmannen i Trollkarlen från Oz som också saknar ett hjärta.

## Bananflugan som skadedjur
Bananflugan förökar sig snabbt, och eftersom den trivs i rumstemperatur och klarar sig bra på matrester och dylikt som föda ses den ofta som ett skadedjur. Den som önskar bli av med dem i bostaden eller liknande kan med fördel blanda till ett glas med en del vatten, några droppar diskmedel, en del vinäger och två delar honung. Flugorna dras till blandningen och drunknar i den. Det enklaste sättet att bekämpa dem är dock att se till att de inte kan föröka sig, genom att inte ha gammal frukt eller dylikt tillgängligt.

## Bananflugan som levandefoder
Många av de egenskaper som gör arten till en bra modellorganism, som att den förökar sig snabbt och är billig att föda upp, har gjort att den ofta används som levandefoder till andra djur. Den används för ytlevande akvariefiskar, mindre groddjur såsom pilgiftsgrodor och köttätande växter. När bananflugan odlas som levandefoder används ofta "vinglösa bananflugor", som har genvarianter som ger dem förkrympta vingar eller missformade vingfästen. Dessa flugor kan inte flyga utan tar sig endast fram genom att gå, vilket gör handhavandet av dem enklare när de används som foder.